# Delivery (韓國網路劇)
《Delivery》（韓語：딜리버리）是一部由京畿道株式會社所製作的韓國動作喜劇網路劇，由曹薇娟、李泰彬主演，透過推廣應用程式「Delivery Express」在京畿道的服務，宣傳當地中小企業的產品，達到振興地方經濟的效果。於2021年11月12日透過YouTube及IPTV串流播放。

## 劇情簡介
講述了精通各種武術的外賣員郭斗植（曹薇娟飾）和外送代理店店長陶基煥（李泰彬飾）一起尋找郭斗植的母親的過程中，揭露並擊潰入侵地球的外星人的陰謀

## 演員陣容
- 曹薇娟飾演郭斗植
- 李泰彬飾演陶基焕
- 金應洙飾演金特焌會長[3]
- 金載原飾演在民
- 崔煥喜飾演康秘書[4]
- 李承哲飾演旅館老闆[5]
- 히밥HeeBab飾演HeeBab[6]
- 洪智敏飾演金美玉

## 製作

### 開發
2021年8月28日，京畿道股份有限公司宣布了其第三部網劇《Delivery》，此劇作為新概念共享市場經濟的一部分，透過線上線下銷售系統和行銷等行銷平台，促進地方機構與中小企業之間的合作。該公司此前製作了《危險的邀請》和《我不想嫁給你的8個理由》，這些作品對促進京畿道中小企業的產品置入性行銷效果顯著。

### 演員陣容
2021年8月，京畿道股份有限公司宣布由曹薇娟和李泰彬主演《Delivery》。據悉，「女團(G)I-DLE主唱曹薇娟擁有強大的海外和國內粉絲群，願意參加本次網劇以協助京畿道內中小企業度過疫情艱難時期」。 主角們已經開始了密集的動作訓練以確保工作順利。崔煥喜和金應洙分別於8月31日和9月2日正式加入演員陣容。

### 拍攝
於2021年9月開始，並於10月6日結束。首次劇本閱讀於2021年9月3日在韓國首爾麻浦區上岩洞的世界夢想廣場舉行，演員與工作人員有皆出席。

## 原聲帶
- Part.1（發行日期：2021年11月15日）

| 曲序 | 曲目            | 演唱 | 时长 |
| ---- | --------------- | ---- | ---- |
| 1.   | HERO OR VILLAIN | 모나 | 2:44 |

- Part.2（發行日期：2021年11月16日）

| 曲序 | 曲目                  | 演唱          | 时长 |
| ---- | --------------------- | ------------- | ---- |
| 1.   | Delivery(너에게 갈게) | Nature (組合) | 3:03 |

## 外部連結
- youtube上的Delivery